# Château de Montlivault
Le château de Montlivault est un château situé sur la commune de Montlivault dans le département de Loir-et-Cher.

## Historique et description
L'édification d'un grand corps de logis est entreprise entre 1610 et 1620 à partir d'un manoir. En 1738, une aile basse est construite sur l'alignement du corps principal et deux tourelles en encorbellement sont ajoutées, dont l'une a été détruite en 1972. 
L'intérieur du château est orné d'un escalier en pierre et de deux cheminées en pierre au premier étage du XVIIe siècle, d'une cheminée et des lambris Louis XV.
Le monument fait l'objet d'une inscription au titre des monuments historiques depuis le 13 juillet 1987. L'ensemble des bâtis et du parc a fait l'objet d'une inscription complémentaire par arrêté du 30 septembre 2024.